# Aurions-Idernes
Aurions-Idernes är en kommun i departementet Pyrénées-Atlantiques i regionen Nouvelle-Aquitaine i sydvästra Frankrike. Kommunen ligger i kantonen Lembeye som tillhör arrondissementet Pau. År 2022 hade Aurions-Idernes 108 invånare.

## Befolkningsutveckling
Antalet invånare i kommunen Aurions-Idernes
| Referens: INSEE |